# 活著沒什麼大不了
活著沒什麼大不了是由劉家凱作曲，陳冠亨作詞的歌曲。該單曲有別於一般數位發行順序，劉家凱坦承是因填錯資料給平台，才會上線時間延後5天發行。

## 製作
原本該曲樣本唱片名為我的碎碎念，創作靈感出自於劉家凱情緒低谷時期。以歡快的synth rock編曲，打造一首勵志歌曲，重新肯定生命價值。劉家凱在Facebook表示，曾壓力大到有段時間無法彈吉他，但在家人陪伴及心理諮商師協助下，才敢面對過去負面思考迴圈。

## 發行
2023年6月11日劉家凱在Facebook上公開該單曲與炎亞綸的首張宣傳照，並於同月16日中午12點在Youtube影片分享網站上公布該單曲音樂錄影帶，由陳珊妮、談宗藩共同執導，影片中劉家凱與炎亞綸在落日餘暉下對唱，並使用復古拼貼風格、哏圖、卡拉OK的視覺效果。同月21日，該數位單曲於各大數位音樂平台上架，但受炎亞綸拍攝未成年人性影像案的事件影響，音樂公司將歌曲紛紛從數位平台下架，已公布的音樂錄影帶也一同撤下。同日，劉家凱在Instagram限時動態上發文表示，希望所有經歷傷害的人，最終都能被治癒。與炎亞綸相關照片、影音花絮，也一併被刪除。
第34屆金曲獎在星光紅毯上，首度被媒體詢問此事，劉家凱說：「人生嘛，總是會起起伏伏，我覺得希望大家的焦點在音樂上。」至於歌曲和音樂錄影帶是否還會重新上架，劉家凱說：「我是越挫越勇的。」

### 獨唱版
劉家凱在10月11日個人專輯《太棒了！我一無是處的人生》的媒體見面會上表示，雖然《活著沒什麼大不了》改由劉家凱獨唱的新版本，不過劉家凱強調會延續炎亞綸的精神，在劉家凱的心目中，炎亞綸就是個大無畏、勇敢說出自己想說的話的人。